# MC Diva
MC Diva – polski zespół eurodance, założony w 1994 r.  Założycielem zespołu był muzyk i kompozytor Bernard Sołtysik. Główną wokalistką zespołu była Krystyna Stolarska, w latach 80. znana pod pseudonimem Gayga. Grupa jest laureatem telewizyjnego plebiscytu piosenki „Muzyczna Jedynka”. Piosenka Panie coś Pan - 1 miejsce publiczności (lipiec 1994), 2 miejsce publiczności (czerwiec 1994), 3 miejsce w głosowaniu dziennikarzy muzycznych rozgłośni radiowych (czerwiec 1994).
MC Diva wielokrotnie zajmowała pierwsze miejsce w radiowych i prasowych plebiscytach piosenki a jej piosenki zajmowały czołowe miejsca list przebojów i na Clubowej liście przebojów typowanej przez znanych DJ-ów. MC Diva koncertowała ze znanymi światowymi grupami muzyki dance m. in:  DJ BoBo, Fun Factory, Hit Hunter, E-Rotic, MC Eryk and Barbara, Captain Jack. Zespół wydał 3 CD, 3 single i 3 kasety audio, ponadto wiele utworów grupy wydały znane firmy płytowe na  wielu składankach tematycznych. Znane i lubiane przeboje MC Divy to: „Panie coś Pan”, „ To ja mały książę”, „Dziewczyna z St. Pauli”, „U-la-le"- [Lato nad Bałtykiem]. „Muzyka naszych serc”, „To co będziesz chciał"-[Anything You Want], „Nowe idzie” „Zajmij się mną”.
Utwory „Anything You Want”, „Nowe idzie” gościły na amerykańskiej liście przebojów a utwór „Dziewczyna z St. Pauli” publiczność i DJ-je uznali za najlepszy utwór polskiej muzyki dance.       
Na płycie wydanej przez Laser Sound, znajduje się unikatowa wersja utworu Panie coś Pan (dotychczas ta wersja nie ukazała się nigdzie indziej).

## Dyskografia

### Albumy
- 1994: Panie cos pan (wyd. Laser Sound)
- 1996: Wszystko czego chcesz - Anything You Want (wyd. Snake’s Music)
- 1997: Mały książę (wyd. Magic Records)
- 2008: The Best (wyd. Universal Music Polska)
- 2014: MC Diva (wyd.MusicPress Media)

### Single
- 1995: Anything You Want - MC Diva & Michael Morgan (wyd. Snake’s Music)
- 1996: Mały Książę - Magic News vol.18 - Promo (wyd. Magic Records)

### Składanki
- 1994: Bitt 1 - Licencyjny - Utwory: Rób Co Chcesz; Panie coś Pan; Panie coś Pan (Remix) (wyd. Laser Sound)
- 1995: Polski Power Dance 1 - Utwór Dziewczyna z St. Pauli (wyd. Snake’s Music)
- 1995: Polski Power Dance 2 - Utwory: Anything You Want; Anything You Want - (Dance Mix) (wyd. Snake’s Music)
- 1995: Polski Power Dance 3 - Utwory: Szklane Serce i Anything You Want (Dance Mix) (wyd. Snake’s Music)
- 1996: Polski Power Dance 4 - Utwór Concerto De Diva (wyd. Snake’s Music)
- 1996: Polski Power Dance 5 - Utwory: Taka Ładna i Anything You Want (Reggae Mix) (wyd. Snake’s Music)
- 1996: Dance Stars Vol.3 (Tylko na Kasecie , na Cd zastąpiono ten utwór inną piosenką) - Utwór Uspokój Serce (wyd. Blue Star)
- 1996: Magic News Vol.5 - Utwór U-La-La (cd promującą składankę Dance Juice) (wyd. Magic Records)
- 1996: Dance Juice  - Utwór U-La La (wyd. Magic Records)